# Æthelric (Hwicce)
Æthelric (auch Edilric, Æthilricus, Ailricus, Athericus, Æðelric, Æþelric) war ein angelsächsischer König der Hwicce im frühen 8. Jahrhundert.

## Leben
Æthelric war ein Sohn und Nachfolger des Königs Oshere. In der Vita Sancti Ecgwini wurde er als außergewöhnlicher Jüngling bezeichnet, der stets den Wünschen seines Vaters folgte. Æthelric trat bereits in den 690er Jahren als Zeuge bei Beurkundungen auf. Unklarheit besteht darüber, ob er gemeinsam mit seinen Brüdern herrschte, oder ob diese ihm vorausgingen. Einige Historiker gehen davon aus, dass die Brüder Æthelheard, Æthelweard, Æthelric und Æthelberht gemeinsam regierten.
Die wenigen bekannten Fakten seines Lebens ergeben sich aus Urkunden, die er ausstellte oder als Zeuge unterschrieb: 692 unterzeichneten Æðilheard, Æðilweard, Æðelberht und Æðelric eine Landschenkung Æthelred von Mercias an den Mönch Oslaf. Im Jahr 693 bezeugten die vier Brüder, dass Oshere „zur Erlösung seiner Seele“ Cuthswith, der Äbtissin von Penintanham (wahrscheinlich Inkberrow, Worcs.), Land überließ.
Æthelric unterschrieb im Jahr 736 als subregulus atque comes (Unterkönig und Gefolgsmann) eine Urkunde Æthelbalds von Mercia. Æthelrics Todesdatum ist unbekannt.